# Brenda Wright Lafferty
 (août 2022).
La mise en forme du texte ne suit pas les recommandations de Wikipédia : il faut le « wikifier ».
Les points d'amélioration suivants sont les cas les plus fréquents. Le détail des points à revoir est peut-être précisé sur la page de discussion.
- Les titres sont pré-formatés par le logiciel. Ils ne sont ni en capitales, ni en gras.
- Le texte ne doit pas être écrit en capitales (les noms de famille non plus), ni en gras, ni en italique, ni en « petit »…
- Le gras n'est utilisé que pour surligner le titre de l'article dans l'introduction, une seule fois.
- L'italique est rarement utilisé : mots en langue étrangère, titres d'œuvres, noms de bateaux, etc.
- Les citations ne sont pas en italique mais en corps de texte normal. Elles sont entourées par des guillemets français : « et ».
- Les listes à puces sont à éviter, des paragraphes rédigés étant largement préférés. Les tableaux sont à réserver à la présentation de données structurées (résultats, etc.).
- Les appels de note de bas de page (petits chiffres en exposant, introduits par l'outil «  Source ») sont à placer entre la fin de phrase et le point final[comme ça].
- Les liens internes (vers d'autres articles de Wikipédia) sont à choisir avec parcimonie. Créez des liens vers des articles approfondissant le sujet. Les termes génériques sans rapport avec le sujet sont à éviter, ainsi que les répétitions de liens vers un même terme.
- Les liens externes sont à placer uniquement dans une section « Liens externes », à la fin de l'article. Ces liens sont à choisir avec parcimonie suivant les règles définies. Si un lien sert de source à l'article, son insertion dans le texte est à faire par les notes de bas de page.
- La présentation des références doit suivre les conventions bibliographiques. Il est recommandé d'utiliser les modèles {{Ouvrage}}, {{Chapitre}}, {{Article}}, {{Lien web}} et/ou {{Bibliographie}}. Le mode d'édition visuel peut mettre en forme automatiquement les références.
- Insérer une infobox (cadre d'informations à droite) n'est pas obligatoire pour parachever la mise en page.

Pour une aide détaillée, merci de consulter Aide:Wikification.
Si vous pensez que ces points ont été résolus, vous pouvez retirer ce bandeau et améliorer la mise en forme d'un autre article.
Brenda Wright Lafferty, née le 19 juillet 1960 à Logan, dans l'Utah, est une femme de la communauté des Mormons, assassinée en 1984 avec sa fille, Erica, âgée de 15 mois, par ses beaux-frères mormons fondamentalistes, Ronald et Daniel Lafferty.

## Biographie

### Jeunesse
Membres de l'Église de Jésus-Christ des Saints des Derniers Jours, ses parents sont LaRae Hatch Wright et James Lewis Wright. La famille vit d'abord à Ithaca, dans l'État de New York, alors que James Lewis Wright terminait ses études universitaires. Après l'obtention du doctorat de James Wright, ils déménagent à Twin Falls, dans l'Idaho, pour finalement s'installer à Kimberly, dans le même État.
Brenda obtient son diplôme d'études secondaires en 1978. Deux ans plus tard, première finaliste du concours Miss Twin Falls, elle remporte une bourse universitaire.
Souhaitant devenir journaliste de télévision, Bendi Wright étudie un an à l'université de l'Idaho avant d'intégrer l'université Brigham Young (BYU) où elle obtient un diplôme en journalisme audiovisuel. Elle obtient ensuite un emploi de présentatrice de nouvelles au journal quotidien de BYU TV. Elle rencontre Allen Lafferty à l'université.

### Mariage et intégration de la famille Lafferty

#### Famille Lafferty
Importante famille mormone, la famille est dirigée par son patriarche, Watson Lafferty. Son fils aîné Ronald Ron Watson Lafferty grandit en tant que membre fervent de l'Église de Jésus-Christ des Saints des Derniers Jours. Le climat familial s'est dégradé quand Ron et son jeune frère, Daniel Lafferty ont intégré le concept de polygamie dénommée Mariage plural dans le mormonisme, qu'ils ont fini par croire essentiel à leur mode de vie.
Ron et Dan Lafferty ont été excommuniés pour leurs opinions de plus en plus radicales, ce qui les a poussés à rejoindre une secte, l’École des Prophètes, fondée et dirigée par Robert C. Crossfield. Dans le cadre de leur nouveau mode de vie, les frères ont imposé des mesures draconiennes à leurs familles. Ils les empêchaient notamment d’interagir avec l’extérieur en dehors de leur présence.

#### Mariage de Brenda avec Allen Lafferty
Afin d'épargner à sa famille un voyage dans l'Utah, Brenda planifia son mariage la veille de la réception de son diplôme universitaire.
Après son mariage, elle continua à travailler comme présentatrice à la télévision et tomba rapidement enceinte. Elle donna naissance à Erica Lane Lafferty, le 28 avril 1983. Brenda prit alors la décision d'élever sa fille et prévoyait de réintégrer le monde du travail, une fois que ses enfants auraient grandi.
La famille de Brenda accepta Allen, mais ils commencèrent à voir une autre facette de lui après le mariage. Il fit pression sur Brenda pour qu'elle renonce à ses aspirations professionnelles et élève leurs enfants. Allen ne voulait pas que Brenda travaille et il lui a dit de refuser une offre de poste d'enseignante à l'université Brigham Young, ce qui contrariait Brenda, qui se revendiquait comme une femme libre et indépendante.
En parallèle, la famille Lafferty, dirigée par le persuasif Ron, commença à suivre une voie dangereuse vers le fondamentalisme religieux. Cependant, Brenda empêcha Allen de rejoindre ses frères et, ce faisant, se fit des inimitiés au sein de la famille mormone. 

#### Tensions avec la famille Lafferty
Au cours de son mariage avec Allen, Brenda commença à s’interroger et à mettre en doute les opinions fondamentalistes de la famille Lafferty. D'autre part, elle tenait à défendre les autres femmes de la famille, y compris Dianna qui était mariée au frère aîné d'Allen, Ron Lafferty. Lorsqu'il devint violent, Brenda persuada Dianna de divorcer, ce qu'elle a fait en 1983.
Influencé par la lecture du Peacemaker, un pamphlet écrit en 1842, par Udney Hay Jacob qui prônait la polygamie, Dan Lafferty, devenu patriarche de la famille, à la suite de son père, se revendiqua de ce courant et exhorta ses frères dont Allen, à recourir au mariage avec plusieurs femmes, dont des mineures, ce que l'église mormone avait interdit en 1890, et à pratiquer une version patriarcale la plus extrême de leur religion. 
Quand Dianna, la femme de Ron se rendit compte que ses belles-sœurs étaient de plus en plus malheureuses, elle encouragea son mari, à avoir une conversation avec ses frères. Ron tenta de les convaincre, de se détourner de l’extrémisme, mais au lieu de les dissuader, il se rangea aux arguments de Dan et son comportement changea du tout au tout. Bien qu'il veuille également plus d'épouses, Ron annonça son intention de marier leurs filles adolescentes.
Les femmes se soumirent aux revendications de leurs maris, à l'exception de Brenda, qui discutait de théologie avec les Lafferty, au grand dam de Dan et Ron. Les frères lui reprochèrent d'empêcher Allen, d'accéder à la « vraie foi » et la famille se détourna d'elle.

### Meurtre
Après le départ de Dianna, Ron s'immergea entièrement dans la doctrine fondamentaliste et, en février 1984, il reçut ce qu'il a affirmé être son premier message de Dieu. Fin mars, une autre révélation qu'il a prétendu recevoir lui a dit, selon ses notes manuscrites, que plusieurs personnes, dont Brenda et Erica, étaient « devenues des obstacles sur son chemin » et qu'elles devaient être éliminées.
Dan demanda à Allen ce qu'il pensait de la soi-disant révélation, et celui-ci répondit qu'il défendrait sa femme et son enfant à tout prix. Cependant, Allen ne révéla pas à Brenda que Ron envisageait sérieusement de la tuer, elle et leur bébé.
N'étant plus attachés à l'église mormone, Ron et Dan traversérent l'ouest des États-Unis puis le Canada, se séparant parfois. Au cours de leur voyage, dans l'Oregon, les deux hommes rencontrèrent Richard Knapp et Charles Carnes.
Les quatre hommes se retrouvèrent plus tard chez la mère des Lafferty, Claudine. Ron parla alors de la révélation qu'il avait eue et prévoyait d'éliminer outre Brenda et Erica, Richard Stowe, un chef d'église qui avait présidé l'ex-communication de Ron, et une autre dirigeante, Chloe Low, qui avait conseillé Diana Lafferty pendant son divorce.
Le matin du 24 juillet 1984, Ron, Dan, Knapp et Carnes réalisèrent des exercices de tir à la cible, dans une carrière de gravier à proximité du domicile de leur mère, puis se rendirent au domicile d'Allen et Brenda, pour prétendument récupérer un fusil. Lorsqu'ils arrivèrent devant le domicile à 13h30, personne ne répondit. Les hommes firent demi-tour mais Dan décida d'y retourner. 
Cette fois, Brenda répondit. Dan lui demanda si l'arme était là et Brenda répondit par la négative. Il demanda à utiliser le téléphone mais Brenda refusa de le laisser entrer. Dan força le passage et entra dans la maison, poussant Brenda à reculer. Alors que celle-ci commençait à s'excuser d'être intervenue dans les affaires familiales, Lafferty la fit tomber au sol, après que la porte se soit refermée derrière eux. À la suite de son frère, Ron pénétra dans la maison et commença à frapper Brenda tout en l'insultant. 
Lorsqu'Allen rentra chez lui après sa journée de travail, il découvrit Brenda et Erica égorgées.
Les coupables sont rapidement pointés du doigt par Allen, convaincu qu'il s'agit de ses frères aînés, Dan et Ron, qui ont toujours reproché à Brenda d'avoir poussé la femme de Dan à le quitter (après avoir refusé qu'il se marie avec l'une de ses filles et ainsi la prendre comme deuxième épouse).

### Arrestation et jugement des Lafferty
En sortant de la maison, Ron affirma que la prochaine sur la liste était Chloé Low. Celle-ci et sa famille se trouvaient à l'extérieur de la ville. Après avoir attendu un moment, Dan, Ron et Richard Knapp (pendant que Charles Carnes faisait le guet) sont entrés par effraction, dans la maison et ont volé divers objets de valeur.
Ils se sont ensuite dirigés vers le domicile de Richard Stowe, mais ont raté un virage et considérant cela comme un signe, se sont dirigés vers le Nevada. Sur le chemin, Dan a décrit comment il avait assassiné Brenda et remercia Ron d'avoir tué Erica. La bande trouva refuge au domicile du père de Knapp. Le 7 août 1984, Ron et Dan sont arrêtés par les autorités dans le Nevada.
Ron et Dan Lafferty ont été accusés des homicides de Brenda et de sa fille de 15 mois. Pendant son incarcération dans la prison du comté d'Utah, Ron Lafferty a tenté de se suicider, en décembre 1984. Cela a entraîné des blessures graves et des dommages mentaux. Après la tentative de suicide, Ron a été détenu à l'hôpital d'État de l'Utah pendant plusieurs mois.

### Procès de Dan Lafferty
Dan Lafferty s'est représenté lui-même lors de son procès. Le procès devant jury a abouti à un verdict de culpabilité et il a été condamné à deux peines d'emprisonnement à perpétuité, simultanément, sans possibilité de libération conditionnelle. 
Il est toujours incarcéré et a refait parler de lui récemment de manière tragique : il aurait en effet poussé un couple d’Américains au suicide, en compagnie de ses trois enfants. Autoproclamé « prophète », il dit toujours entendre Dieu et a expliqué que, depuis sa cellule, ce sont ses idées et sa philosophie de vie qui ont poussé la famille à ce nouveau drame familial.

#### Procès de Ron Lafferty
Ron Lafferty a été jugé apte à subir son procès par des médecins de l'hôpital d'État de l'Utah. Ron a été jugé en 1985, reconnu coupable et condamné à mort. La sanction a été confirmée après un appel devant la Cour suprême de l'Utah. La Cour suprême des États-Unis a rejeté un nouvel appel et le tribunal du district de l'Utah a confirmé la condamnation.
Cependant, la Cour d'appel du 10e district a annulé le verdict du tribunal inférieur et annulé la condamnation, concluant que l'État et le juge du tribunal inférieur avaient commis une erreur en déclarant Ron apte à subir son procès. L'État de l'Utah a déposé un recours devant la Cour suprême des États-Unis, qui a été rejeté. Ron a été jugé inapte à subir un nouveau procès et a été envoyé à l'hôpital d'État de l'Utah pour y être soigné.
En 1994, un tribunal a conclu que l'aptitude de Ron avait été « restaurée » et en 1996, il a été rejugé pour ses crimes. Après un procès de trois semaines, Ron a été reconnu coupable et condamné à mort. D'autres appels devant la Cour suprême de l'Utah et la Cour suprême des États-Unis ont été rejetés.
Ron Lafferty est décédé en prison de causes naturelles avant la date de son exécution, en novembre 2019, à l'âge de 78 ans.

## Adaptation en fiction
Le violent double assassinat a inspiré l'auteur Jon Krakauer, dans son roman, en 2003, Under the Banner of Heaven: A Story of Violent Faith. (Sur Ordre de Dieu. Double meurtre au pays des Mormons (Under the Banner of Heaven, 2003), Presses de la Cité, 2018  (ISBN 9782258135536)). Le livre explore également l’histoire de la religion mormone et ses diverses factions radicales
.
En 2022, une mini-série, Sur ordre de Dieu,  inspirée du roman est adaptée pour la plateforme Disney +. L'inspecteur Jeb Pyre, se voit confier une enquête sur un double homicide perpétré par ce qui semblent être des fondamentalistes mormons. Lui-même mormon, le détective Pyre va se retrouver face à un dilemme impliquant sa propre foi, à mesure que son enquête avance,.